# Araotes
Genre
Le genre Araotes regroupe des insectes lépidoptères de la famille des Lycaenidae et de la sous famille des Theclinae.
Ils résident en Australasie.

## Liste d'espèces
- Araotes lapithis (Moore, [1858])
  - Araotes lapithis lapithis présent en Inde, Birmanie, dans l'ouest de la Thaïlande et le sud de la Chine.
  - Araotes lapithis archytas Fruhstorfer, 1912 ; à Java.
  - Araotes lapithis arianus Fruhstorfer, 1912 ; à Palawan.
  - Araotes lapithis decolor Fruhstorfer, 1900 ; à Nias.
  - Araotes lapithis uruwela Fruhstorfer, 1912 ; dans le sud de la Thaïlande, en Malaisie et à Bornéo.
- Araotes perrhaebis Semper, 1890 ; présent aux Philippines

### Source
- funet